# Asplenium jacksonii
Asplenium jacksonii är en svartbräkenväxtart som först beskrevs av Arthur Hugh Garfit Alston, och fick sitt nu gällande namn av Lawal. Asplenium jacksonii ingår i släktet Asplenium och familjen Aspleniaceae. Inga underarter finns listade.